# Patrik Demjén
Patrik Demjén (Esztergom, 22 marzo 1998) è un calciatore ungherese, portiere dell'MTK Budapest.

## Carriera

### Club
È cresciuto nelle giovanili dell'MTK Budapest.

### Nazionale
Ha giocato nelle nazionali giovanili ungheresi Under-17, Under-19 ed Under-21.
Nel 2015 è stato convocato per i Mondiali Under-20, nei quali non è però mai sceso in campo.

## Palmarès

### Club

#### Competizioni nazionali
- Coppa d'Ungheria: 1

Zalaegerszeg: 2022-2023